# 飛來寺 (安江省)

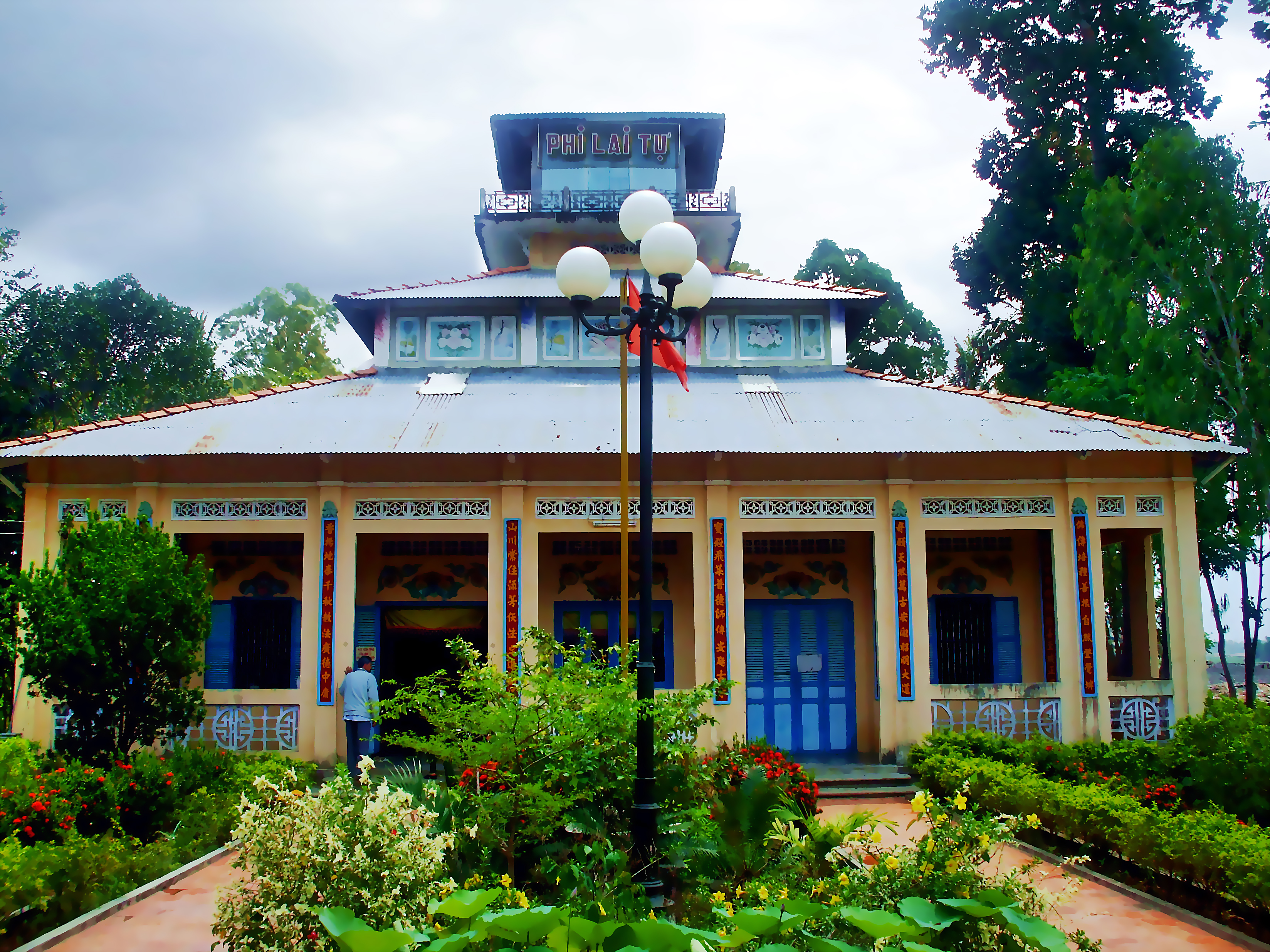
飛來寺

飛來寺是越南安江省的一座寺院，位於巴祝社的象山下，於1877年1月19日建造，曾多次被法國殖民者燒毀，也是紅色高棉屠殺巴祝村民時主要的行兇地之一，1980年7月10日被越南政府認定為國家歷史遺蹟。